# Sport au Danemark
Le sport au Danemark propose de nombreuses disciplines. Le sport national est le Handball. Le Danemark  obtient ses meilleurs résultats dans des sports collectifs en handball, les sélections masculines et féminines détenant toutes deux des titres olympiques et européens (masculin et féminin). L'équipe nationale de football détient également un titre européen à son palmarès.
Le sport est encouragé à l'école, et il y a des clubs sportifs dans toutes les villes.

## Disciplines

### Football

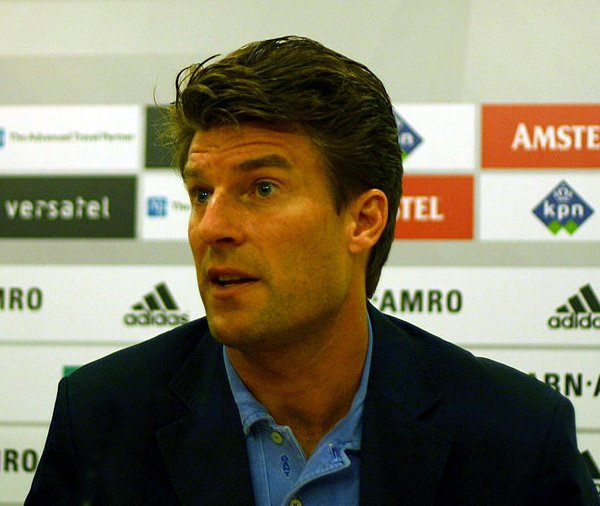
Michael Laudrup, considéré comme le meilleur footballeur danois de tous les temps.

Le sport national est le football. Le football est le sport le plus populaire au Danemark, avec plus de 300 000 joueurs et plus de 2 300 clubs. L'équipe nationale de football a atteint des résultats élevés et notables, comme la qualification pour les Championnats d'Europe six fois d'affilée (1984-2004) et remporté l'édition de 1992. Les autres résultats importants sont la victoire lors de la Coupe des confédérations 1995 et la  participation aux quarts de finale de la Coupe du monde 1998. Le Danemark a également été trois fois finaliste du tournoi olympique masculin (1908, 1912 et 1960).
L'équipe nationale de football du Danemark  a atteint la troisième place au classement de la FIFA en mai 1997, et no 1 sur le système du monde de football Elo des évaluations en (1912-1920). Åge Hareide succède au titre de sélectionneur de l'équipe nationale à Morten Olsen en décembre 2015. Daniel Agger est le capitaine.
Le haut-ligue dans le football danois est appelé la Superliga danoise. Les champions en titre et le club ayant le plus beau palmarès est le FC Copenhague . Des joueurs célèbres sont Per Nielsen, Jimmy Nielsen, Michael Hansen et Mogens Krogh.
Le deuxième niveau est la 1re division danoise. Le troisième niveau est constitué des deux 2e divisions danoises : Est et Ouest.
Le football féminin est représenté au niveau international par la sélection féminine. Celle-ci termine deuxième du Championnat d’Europe féminin de football 2017. Elle participe à deux quarts de finale de la Coupe du monde.
Le plus haut niveau chez les femmes est le championnat du Danemark de football féminin. Brøndby IF est l'équipe la plus couronnée avec onze titres.
Le stade national de football est le Parken Stadium.

### Golf
Le golf est devenu un sport très populaire au cours des dernières années au Danemark avec plus de 180 golfs à travers le pays.
Le golf est surtout populaire parmi la population âgée, avec plus de membres âgés de plus de 24 ans que tout autre sport au Danemark.
En pro golf, Thomas Bjørn a dominé la scène danoise depuis de nombreuses années. Ses meilleurs résultats sont deux deuxième place à l'Open britannique et une autre au Championnat de la PGA.

### Handball
Le handball est un des loisirs les plus populaires au Danemark, seulement dépassé par le football. Il y a plus de 146 000 joueurs de handball. 
Les équipes nationales masculine et féminine figurent parmi les plus performantes au niveau international. La sélection masculine remporte les Jeux olympiques d'été en 2016 et deux titres de championne d'Europe en 2008 et 2012. Mikkel Hansen, qui remporte avec cette sélection le titre européen de 2012 et le titre olympique de 2016, est désigné à deux reprises meilleur joueur du monde.
La sélection féminine remporte trois titres olympiques, en 1996, 2000 et 2004 , un titre mondial en 1997 et trois titres européens, en 1994, 1996 et 2002. Anja Andersen est désignée handballeuse de l'année en 1997.
Le handball féminin est performant au niveau des clubs avec de nombreuses victoires au niveau européen. Ils remportent sept fois la Ligue des champions de handball féminin, trois titres obtenus par Viborg HK, Larvik HK, HG Copenhague, Frederiksberg IF et Helsingør IF remportant chacun une édition. FC Midtjylland, par deux fois, Viborg, FCK Handbold et Team Tvis Holstebro remportent la Coupe d'Europe des vainqueurs de coupe. Les clubs danois remportent neuf fois la Coupe EHF, trois fois par  Viborg, deux fois par FC Midtjylland Håndbold et Team Tvis Holstebro, Slagelse FH et Randers HK remportant chacun une édition.

### Badminton

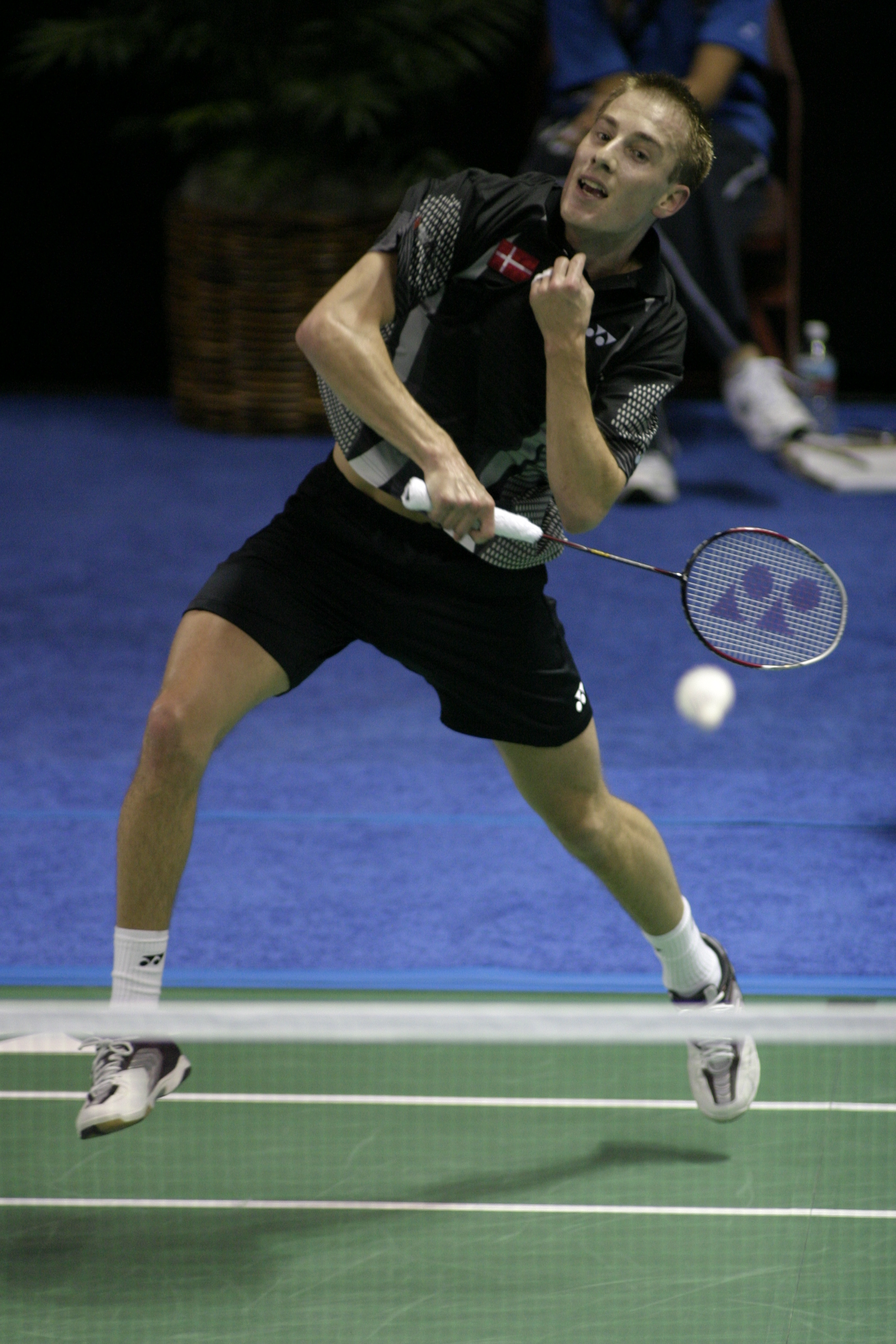
Peter Glade.

Le Danemark est le pays du badminton en Europe avec de nombreux succès.
Le pays compte de nombreux sportifs possédant des titres internationaux à leur palmarès : Poul-Erik Høyer Larsen remporte le titre olympique en 1996 et trois Championnats d'Europe. Peter Gade obtient cinq titres européens en simple, et cinq médailles mondiales. Chez les féminines, Kamilla Rytter Juhl remporte sept titres européens, cinq en double et deux en double mixte, et Christinna Pedersen en obtient six, quatre en doubles et deux en double mixte.

### Cyclisme

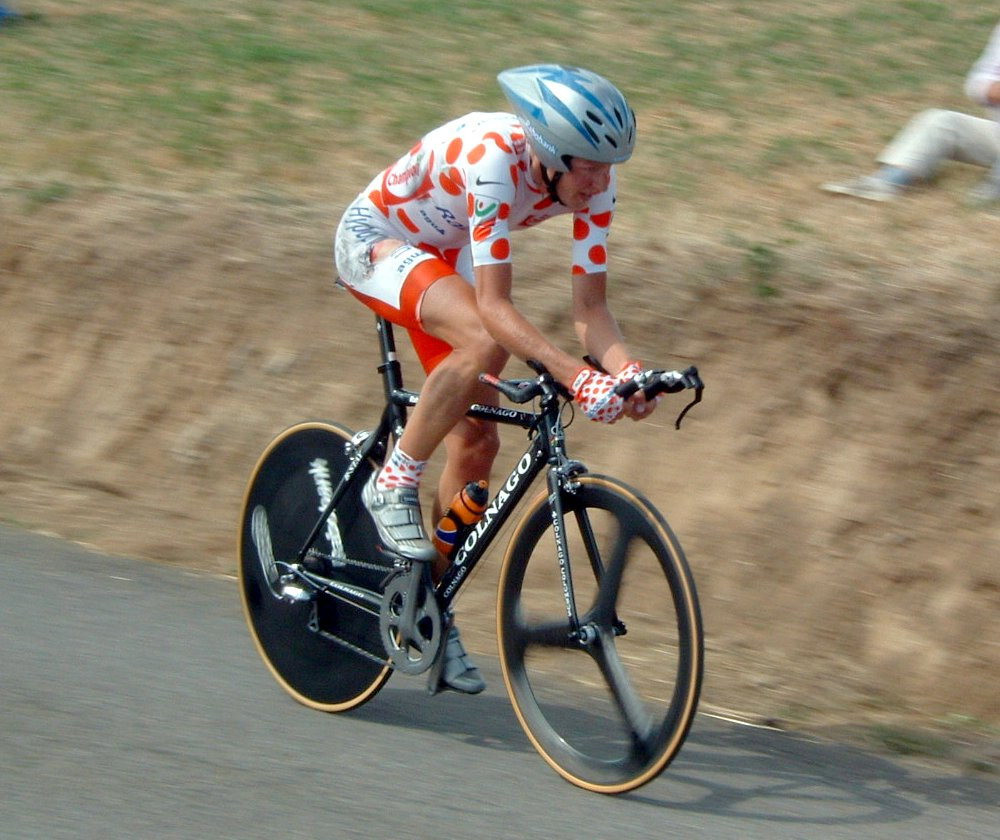
Michael Rasmussen portant le maillot à pois lors du Tour de France 2005.

Le grand nom du cyclisme danois est Thorvald Ellegaard, qui a remporté six fois le titre de champion du monde de vitesse, discipline où il remporte aussi trois titres européens. Il détient également 24 titres danois.
Entre 1928 et 1932, Henry Hansen obtient, sur route, deux titres olympiques (1928), un de vice-champion (1932), et un championnat mondial amateurs (1931, avec un temps inférieur à celui des professionnels).
Dans les années 1990, le cyclisme danois atteint le sommet du cyclisme mondial avec Bjarne Riis qui remporte le Tour de France 1996. Michael Rasmussen remporte à deux reprises le Grand Prix de la montagne du Tour de France. Les autres coureurs danois bien connus sont Matti Breschel, Nicki Sørensen, Bo Hamburger, Jesper Skibby, Jakob Fuglsang et Lars Michaelsen. 
Le Danemark est également présent au niveau des équipes avec une équipe professionnelle ProTeam. Dirigée pendant de nombreuses années par Bjarne Riis, elle obtient des victoires sur les trois grands tours, avec Carlos Sastre en 2008 et avec Andy Schleck en 2010 sur le Tour de France,  Ivan Basso en 2006 sur le Tour d'Italie, Alberto Contador en 2012 et Tour d'Espagne 2014 sur le Tour d'Espagne. La formation termine les saisons 2005, 2006 et 2007 à la première place du classement UCI ProTour et 2010 du Classement mondial UCI. 
L'image de l'équipe est toutefois troublée par les problèmes de dopages, d'abord par les aveux de Riis, qui reconnaît en 2007 s'être dopé lors sa victoire sur le Tour de France 1996, puis par le témoignage de Michael Rasmussen révèle l'existence de pratiques dopantes durant son passage dans l'équipe, pratiques connues selon lui de Riis.
En 2012, les trois premières étapes du Giro sont courues au Danemark. Dix ans après, c’est au tour du Tour de France 2022 de s’élancer du Danemark avec également trois étapes dans le pays. Cette édition est exceptionnelle pour les coureurs danois avec 4 victoires d’étape de trois coureurs différents et le classement général final et le Grand Prix de la montagne pour Jonas Vingegaard qui n’est que le deuxième Danois à remporter la plus grande course cycliste du monde depuis 1903 après Bjarne Riis en 1996.
Le cyclisme est toujours un sport très populaire au Danemark.

### Boxe
Le Danemark a de nombreux grands boxeurs, dont l'ancien champion du monde de Super-moyens, Mikkel Kessler. Les anciens grands noms de la boxe sont Johnny Bredahl un ancien champion WBO et WBA. Brian Nielsen qui a combattu Mike Tyson en 2001. Le boxeur actif Ahmed Khaddour qui était dans l'émission de télé réalité américaine The Contender vient aussi de Danemark.

### MMA
Le Danemark a divers combattants arts martiaux mixtes, le plus éminent étant Martin Kampmann. Kampmann se bat pour l'Ultimate Fighting Championship et est considéré comme l'un des meilleurs combattants de la division.

### Cricket
L'équipe nationale de cricket danoise a enregistré de bons résultats et a atteint la Division deux de Ligue du monde de cricket. Le cricket est joué au Danemark depuis le milieu du XIXe siècle, il fut introduit par la Colombie.

### Tennis

Caroline Wozniacki

Caroline Wozniacki est communément considérée comme la meilleure joueuse de tennis danoise de l'histoire. Numéro un mondiale sur le circuit WTA pendant 67 semaines sur la période de 2010 à 2012, elle participe à deux finales de l'US Open de tennis. 
Frederik Nielsen, en remportant le double messieurs du tournoi de Wimbledon 2012 avec le Britannique Jonathan Marray, devient le premier Danois à remporter un titre titre en Grand Chelem dans l'ère Open.

### Hockey sur glace
Plusieurs joueurs danois évoluent en NHL.
L'équipe de hockey sur glace nationale du Danemark masculine est dans la meilleure division depuis 2003.

### Racketlon
Le Danemark a plusieurs joueurs très bien classé au niveau international.

## Jeux olympiques
Le marin Paul Elvstrøm est le sportif danois détenant le plus de médailles d'or aux Jeux olympiques avec quatre titres. Le tireur Eskild Ebbesen obtient cinq médailles en aviron dont trois titres, Niels Larsen obtenant lui un seul titre sur ces cinq médailles.